# Cyclus
Il ciclo (gen. Cyclus) è un crostaceo estinto appartenente all'ordine dei cicloidi (Cycloidea). Visse tra il Carbonifero inferiore e il Carbonifero superiore (345 – 310 milioni di anni fa). I suoi resti sono stati ritrovati in varie parti del mondo: Europa, Nordamerica e Asia.

## Descrizione
Questo animale possedeva un aspetto insolito: il corpo tondeggiante non superava di molto il centimetro di lunghezza, ed era ricoperto da un carapace circolare od ovale appiattito, attraversato in mezzo al dorso da una piccola carena longitudinale. La superficie del carapace, a seconda delle specie, era liscia o sottilmente granulata, mentre sul margine frontale erano presenti due antenne che si dipartivano lateralmente. Lungo il margine ventrale erano disposte numerose paia di zampe, probabilmente 7, che dovevano essere biramate. L'addome era molto piccolo ed era rappresentato da un telson di dimensioni ridotte e da un paio di appendici lobate, anch'esse di piccole dimensioni.

## Classificazione
Cyclus, insieme ad altri generi affini come Halicyne, appartiene a un piccolo gruppo di crostacei noti come cicloidi (Cycloidea), vissuti tra il Carbonifero e il Cretaceo. Le parentele di questo gruppo non sono ancora ben note, ma sembra ragionevole includere quest'ordine nella classe dei maxillopodi (Maxillopoda). In passato, la forma circolare del corpo ha fatto presumere parentele con gli xifosuri (tra cui il limulo attuale), mentre altri studiosi li hanno avvicinati ai trilobiti.
Cyclus è noto per numerose specie, distribuite attraverso i sedimenti carboniferi in zone che vanno dall'Europa settentrionale (Belgio, Inghilterra, Irlanda) all'Asia orientale, agli Urali, al Nordamerica (Illinois e Kansas). Resti precedentemente ascritti al genere Cyclus, ora considerati generi differenti (Oonocarcinus insignis e Paraprosopon reussi), sono stati ritrovati anche nel Permiano della Sicilia. Anche la ben nota specie Cyclus americanus, tipica del Carbonifero medio del giacimento di Mazon Creek in Illinois, è stata di recente ascritta a un altro genere, Americlus (Schram et al., 1997). La specie tipo è Cyclus radialis dell'Inghilterra; sempre dall'Inghilterra provengono C. woodwardi, C. harknessi, C. rankini, C. martinensis. In Nordamerica è nota C. obesus.

## Paleobiologia
A causa della forma appiattita del carapace, si suppone che Cyclus e gli organismi affini fossero animali bentonici, che vivevano sui fondali marini poco profondi.